# كاتدرائية القديس بولس الموالية (مالطا)
كاتدرائية القديس بولس الموالية (مالتي: Il-Pro-Katridral ta 'San Pawl)، رسميًا الكاتدرائية الموالية وكنيسة سانت بولس (بالإنجليزية: The Pro-Cathedral and Collegiate Church of Saint Paul)، هي كاتدرائية أنجليكانية الموالية للأبرشية في أوروبا تقع في ساحة الاستقلال، فاليتا، مالطا.
«الموالية للكاتدرائية» تعريف يقصد به ان كنيسة تتمتع بوضع الكاتدرائية على الرغم من أنها ليست الكاتدرائية الرئيسية. وهي واحدة من ثلاث كاتدرائيات تابعة لأبرشية جبل طارق الأنجليكانية في أوروبا.

## الأصل والبناء

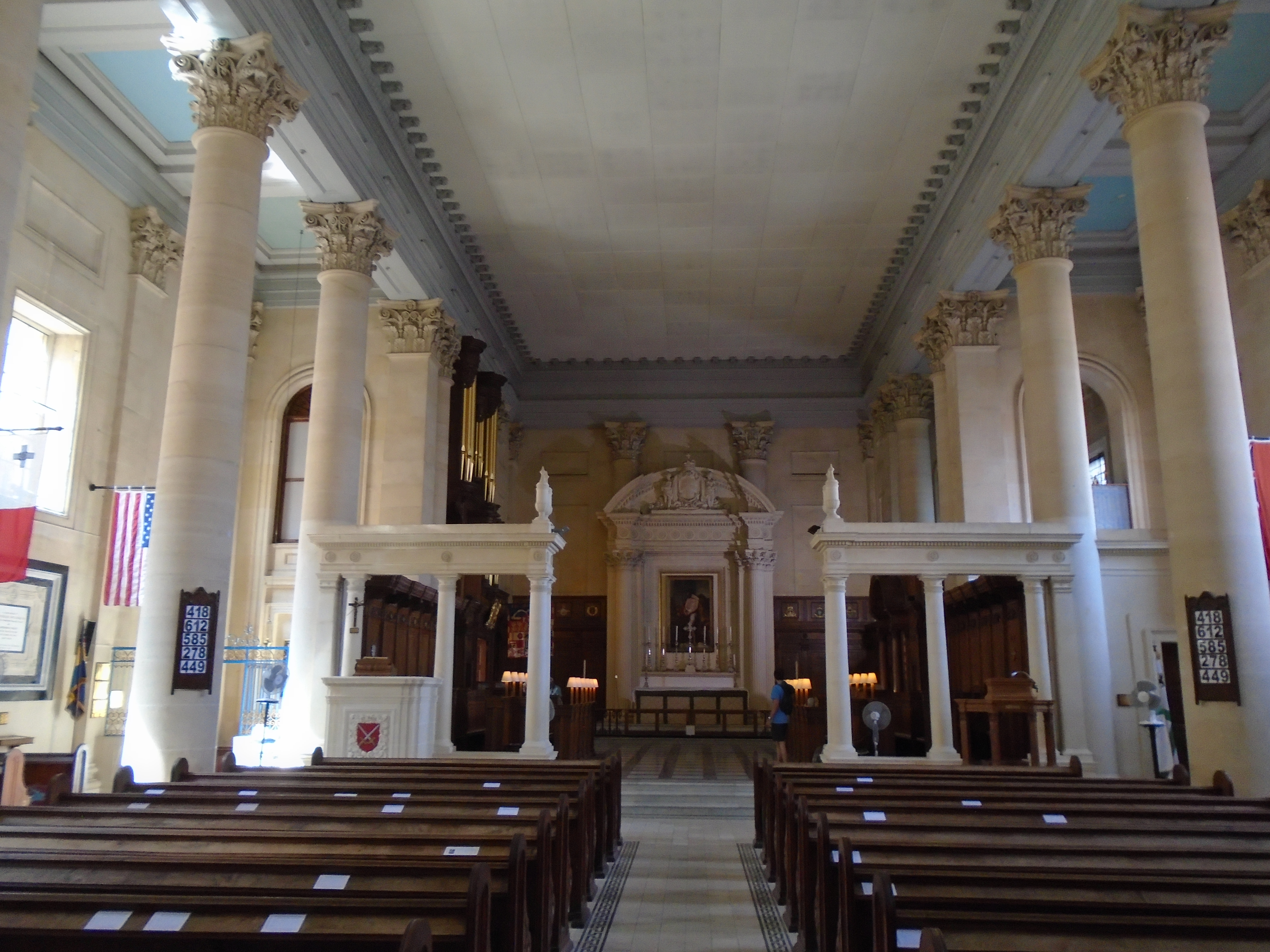
داخل الكاتدرائية

قامت الملكة الأرملة أديلايد بتكليف الكاتدرائية خلال زيارة لمالطا في القرن التاسع عشر عندما اكتشفت أنه لا يوجد مكان للعبادة الأنجليكانية في الجزيرة.. قبل هذا كان يُقام القداس الأنجليكاني في غرفة في قصر جراند ماسترز. تم بناء الكاتدرائية في موقع Auberge d'Allemagne ( أوبرج دي أليمان ) (المنزل الديري للفرسان الألمانيين - فرسان الإسبتارية )، وقد صممها William Scamp ( ويليام سكامب ) وتم بناؤها بين عامي 1839 و 1844. وقد ضعت الملكة أديلايد حجر الأساس في 20 مارس 1839 وعلقت راية ها فوق أكشاك الجوقة. تم تصميم خطط البناء الأصلية بواسطة ريتشارد لانكاشير ؛ ومع ذلك، ثبت أن المبنى غير مستقر، وبالتالي كان لا بد من استئناف العمل على خطط ويليام سكامب في عام 1841. حددت تصميمات ويليام سكامب ان المذبح يقع على الجانب الغربي من الكنيسة، ولكن كان لأسقف جبل طارق وجهة نظر أكثر تحفظًا، وبالتالي تم تغيير التصميمات وصمم سكامب حنية داخل الأبواب العظيمة للاحتفاظ بالقدس على الجانب الشرقي.

## فترة الحرب والإصلاحات
خلال الحرب العالمية الثانية، تعرضت الكاتدرائية لأضرار طفيفة وانهار السقف، لكن معظم الهيكل بقي على حاله. أثناء أعمال الترميم، بدأت التصميمات الأصلية لـ ويليام سكامب في التبلور. تم بناء شاشة quire و rood على الجانب الغربي من الكاتدرائية. كما تم دمج المنبر مع الشاشة المخصصة للسير ونستون تشرشل. تم تكريس المكتب الجديد من قبل رئيس أساقفة كانتربري جيفري فيشر في 2 ديسمبر 1949 بحضور الأميرة إليزابيث. ثم تم تحويل الجانب الشرقي من الكاتدرائية إلى معمودية. لم يتم استخدام السطح السفلي، الذي شيد من بقايا قبو Auberge d'Allemagne. وفي عام 1928، افتتح أسقف جبل طارق نوجنت هيكس غرفة صغيرة كقاعة أبرشية جديدة. في عام 1938، تم تحويله إلى ملجأ للغارات الجوية مقاوم للغازات، والذي استخدمه القس وزوجته وعشرات المواطنين المالطيين في الأيام الأولى للنزاع. في عام 2005 تم ترميمه وتحديثه.

## الاهميه
تعتبر الكاتدرائية أحد معالم فاليتا نظرًا لارتفاع البرج الذي يزيد عن 60 مترًا، وقد تم تشييده من الحجر الجيري المالطي بأسلوب كلاسيكي جديد. تحتوي الكاتدرائية على أعمدة ذات تيجان من الترتيب الكورنثي بينما تيجان الأعمدة الستة للرواق هي من الترتيب الأيوني. الأبعاد الداخلية للمبنى 33.5 متر × 20.4 متر. خلف المذبح الرئيسي توجد لوحة بعنوان Ecce Homo، عمل AE Chalon، تم التبرع بها في عام 2014.

## برج الكنيسة

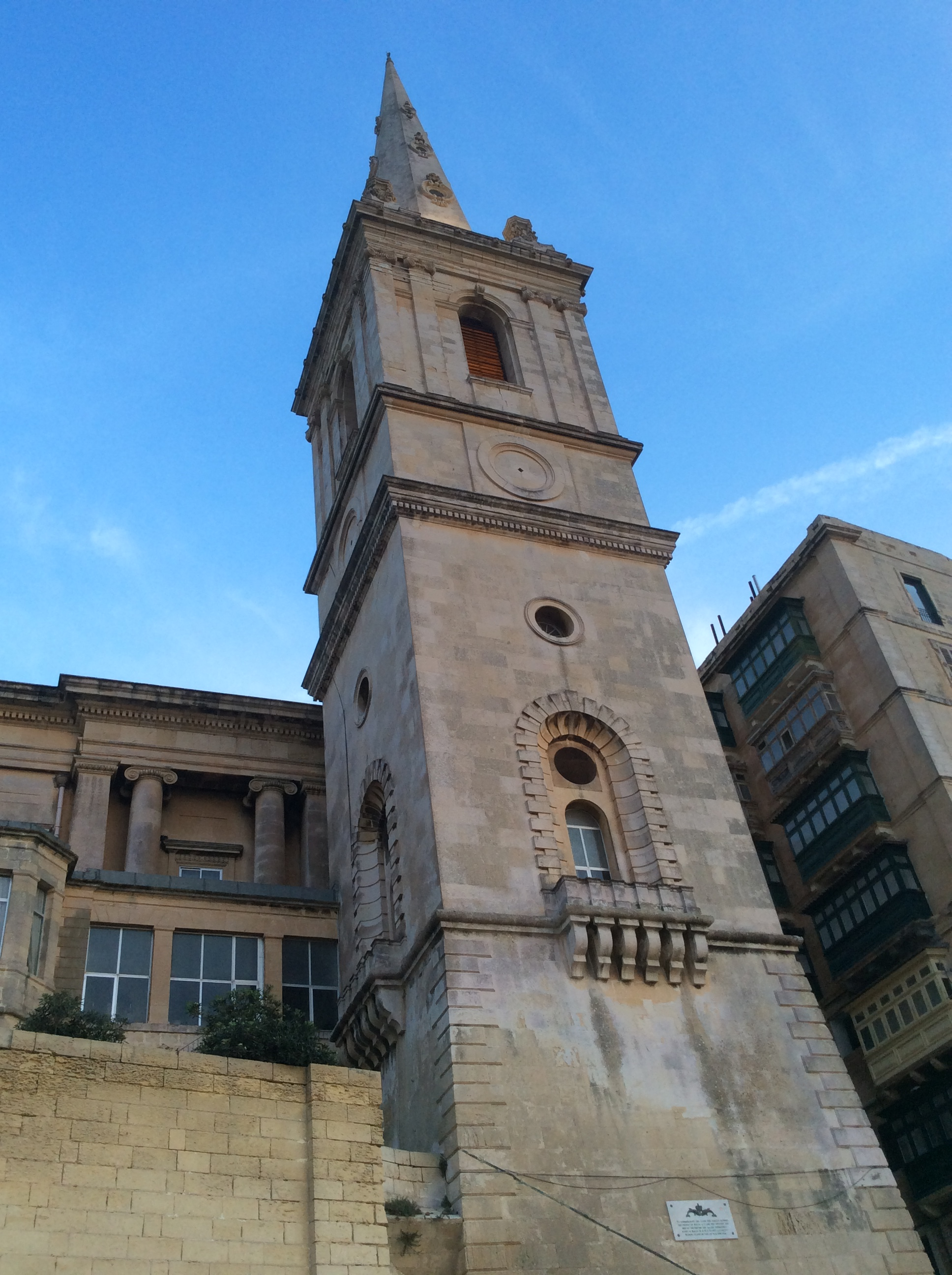
برج لاندمارك

يعد برج الكاتدرائية معلمًا بارزًا في حد ذاته يمكن رؤيته بشكل ملحوظ في ميناء مارسامكسيت. تم إدراج مبنى الكنيسة في الجرد الوطني للممتلكات الثقافية للجزر المالطية. في 9 فبراير 2017، أطلق مجلس الكنيسة مشروعًا لترميم المبنى والبرج بهدف جمع 3,000,000 يورو لتغطية التكاليف.

## الجهاز
يقع فوق مدخل الكاتدرائية الجهاز الذي نشأ في كاتدرائية تشيستر في شمال غرب إنجلترا. تم بناء الأداة اليدوية الواحدة في عام 1684 بواسطة برنارد سميث. هناك تقليد قديم وهو أن جورج فريدريك هاندل لعبها عندما كان في طريقه إلى دبلن لحضور أول أداء علني لـ «المسيح». يُعتقد أنه أجرى بعض التدريبات النهائية لضبط بعض الجوقات في كاتدرائية تشيستر في عام 1742 عندما تم وضع الأورغن في الكاتدرائية. ومع ذلك، فقد تم تغييرها وإعادة بنائها عدة مرات، وآخرها كينيث جونز من دبلن.

## الارتباط مع القوات العسكرية البريطانية
الألواح المصنوعة من خشب البلوط حول المذبح العالي هي نصب تذكاري لوحدات الحلفاء التي شاركت في الدفاع عن مالطا بين عامي 1940 و 1943. مع اثنا عشر علمًا معلقًا في الممرات تمثل من بين أمور أخرى سلاح الجو الملكي والبحرية التجارية البريطانية والبحرية الملكية.

## مستشاري الكاتدرائية

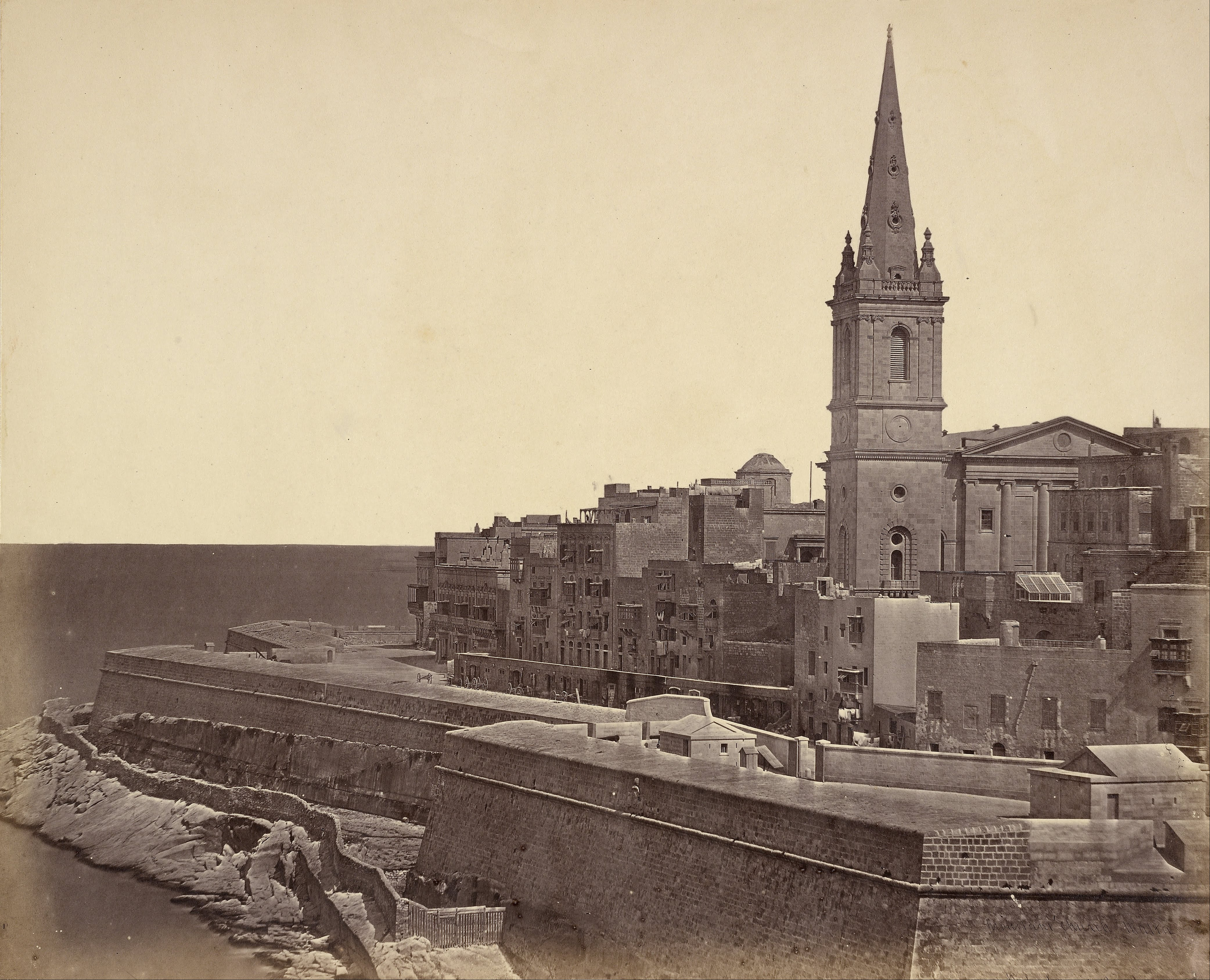
كاتدرائية القديس بولس الاحترافية حوالي عام 1856

اعتبارًا من 7 يناير 2018، كان المستشار الحالي هو سيمون جودفري (منذ عام 2009).
- جون كليوغ ( 1844-1877 )
- هنري وايت (1877-1878)
- أمبروز هاردي (1878 - 1895)
- آرثر بابينجتون كارترايت (1896-1901)
- فرانكلين دي وينتون لوشينغتون (1901-1903)
- دانيال كوليير (1903-1905)
- تشارلز صموئيل جوستافوس لوتز (1905)
- تشارلز جورج جل (1906-1907)
- والتر نايش (1907-1908)
- وليام إيفريد (1908-1910)
- آرثر فاولر نيوتن (1910-1912)
- فريدريك ديفيز بروك (1913-1919)
- أرشيبالد هيو كونواي فارجوس (1919-1922)
- آرثر سيبريان موريتون (1922-1926)
- نويل أمبروز مارشال (1926-1931)
- ريجنالد مورتون نيكولز (1931-1944)
- فرانسيس ويليام هيكس (1944-1954)
- تشارلز باتون (1955-1958)
- هنري روبرت كولتون (1959-1963)
- روبرت ويليام بوب (1964-1965)
- لونسيلوت ماكماناواي (1965-1966)
- دونالد يونغ (1966-1967)
- هنري جورج وارن ماكدونالد (1967-1969)
- جوردون هيسلوب (1969-1973)
- هوارد كول (1973-1977)
- ديفيد إنديرويك سترانجويز (1977-1981)
- جون والتر إيفانز (1981-1985)
- كينيث ويليام ألفريد روبرتس (1986-1989)
- فيليب جون كوزينز (1989-1995)
- آلان جيفري وودز (1996-2003)
- توم مندل (2004-2008)